# محمود شریفی
محمود شریفی (زاده ۱۳۰۲ - درگذشته ۱۳۹۹) سیاست‌مدار و مدیر ارشد اجرایی ایرانی بود، که در دوره بیست و چهارم مجلس شورای ملی بعنوان نماینده آبادان از استان خوزستان در مجلس شورای ملی حضور داشت. پس از انقلاب ۱۳۵۷، اموال وی توسط دولت جمهوری اسلامی تصرف شد.